# Debian
A Debian elnevezés egy gyűjtőfogalom.
A többség azonban a népszerű Linux-disztribúciót érti rajta, aminek a helyes megnevezése Debian GNU/Linux, ezzel is jelezve, hogy az adott rendszer a Linux kernelt és nyílt forráskódú, szabad felhasználású (GNU licenc alatt publikált) szoftverek együttesét használja.
Legfőbb jellemzői:
- teljesen ingyenes és megfelel a Debian szabad szoftver irányelveknek, tehát szabad szoftver;[5]
- számtalan résztvevő tartja karban;[1]
- fejlett csomagkezelő rendszerrel rendelkezik, ami könnyűvé teszi a programok frissítését, telepítését és eltávolítását.

A felhasználókkal való kapcsolatot a Debian társadalmi szerződés írja le.

## A név eredete
A Debian elnevezés Ian Murdock (a projekt alapítója) és Deborah (Ian kedvese) nevének összevonásából állt össze.

## Debian GNU/Linux

### Története
Ian Murdock indította útnak a világ (talán) legnagyobb nem kereskedelmi Linux terjesztését, a Debiant.
Az indulás Ian levelével kezdődött, amelyet 1993. augusztus 16-án postázott a comp.os.linux.development hírcsoportba.
Akkoriban még csak néhány tízezer rajongó használt Linuxot, nagy részük valamilyen saját összeállítású („homebrew”) rendszert, vagy Peter MacDonald nevével fémjelzett SLS-t (Softlanding Linux System) használt.
Ian 1993 januárjától használt Linuxot. Egy idő után azonban elégedetlen lett. Mint a legtöbb Linux felhasználó, ő sem a Linuxszal kapcsolatban volt elégedetlen, hanem a körülötte formálódó közösséggel.
Akkoriban a Linux fejlesztések teljesen logikátlanok voltak. Az emberek különösebb tervek nélkül, a világ minden pontján elszórva, különböző nyelveket beszélve, fizetés nélkül hogyan akarhattak volna komplett operációs rendszert fejleszteni?[forrás?]
Ezt felismerve Ian 1993 közepén megfogalmazta célját: egy szépen csomagolt Linux terjesztést kell létrehozni.
Abban az időben néhány más terjesztés is létezett. Ilyenek voltak az MCC Interim a Manchester Computing Centre-től, vagy a TAMU a Texas A&M Egyetemtől, de ezek a fejlesztések szép csendben eltűntek. 1993 elején kétségtelenül az SLS volt a király.
Minek köszönhette az SLS a népszerűségét?
Annak, hogy a legtöbb disztribúció akkoriban nem tartalmazott mást, mint a Linux kernelt, az alaprendszert és a fejlesztéshez használt alapvető programokat (toolchain). Az SLS volt az első olyan disztribúció, amely Linuxot szállított a szélesebb közönségnek, és nem csak a fejlesztőknek. A SLS tartalmazott ablakozó rendszert, dokumentum formázó programokat, játékokat és más olyan programokat amelyet a szélesebb felhasználói réteg igényelt.
Ennek ellenére az SLS számos dologban hiányt szenvedett, és ezt ismerte fel Ian Murdock. Összeszedte az SLS hiányosságait, kijavította azokat, különböző patcheket készített az SLS-hez, amelyek később a Debian alapját képezték. Ekkortájt született a cikk elején említett levél.
Aztán néhány „majdnem kész” levél után Ian rájött, hogy ezt egyedül nem tudja csinálni. Úgy gondolta, hogy itt az ideje annak, hogy elővegye a korai elképzeléseit, és implementálja a nyílt fejlesztési modellt a munkájában.
1993. augusztus 27-én megszületett az a levél, amelynek a subject-jében már a Debian szó szerepelt, és amely már egy hivatalos státuszjelentés volt a projekt állásáról.
```
From: Ian A Murdock (imurdock@shell.portal.com)
Date: August 27, 1993 8:22:14 PST
Newsgroups: comp.os.linux.development
Subject: Debian: a brief status report
```

Ian Murdock azóta megpróbálkozott saját cégén keresztül egy Debian-ra alapozott üzleti disztibúció értékesítésével, amely sikertelen próbálkozásnak bizonyult. Azóta a Sun Microsystems alkalmazásában a Project Indiana nevű projekten dolgozik, amelynek érdekessége, hogy openSolaris alapra helyezett, a modern Linux disztribúciók vetélytársának szánt operációs rendszert fejleszt.

### Debian kiadások
A Debian mindig legalább három verziót tart fenn: „stable”-t (stabilt), „testing”-et (teszt verziót) és „unstable”-t (instabilt).
A „stable” az aktuális ajánlott verzió, legtöbbször csak biztonsági frissítések jelennek meg hozzá. Mivel az új Debian verziók megjelenése jelenleg hosszas ellenőrzési procedúrát igényel, ezért a stabil változat gyakran régebbi programokat tartalmaz.
A „testing” a váróterem a következő „stable” előtt, először ide kerülnek azok a csomagok az „unstable”-ből, melyeknél egy adott idő alatt nem került elő hiba; végül ebből fejlődik majd ki a következő stabil kiadás.
A „unstable” változat a legfrissebb programokat tartalmazza, azonban mivel ezeket még a közösség nem tesztelte alaposan, semmi garancia nincs arra, hogy a csomagok működnek egyáltalán, nemhogy helyesen. Csak bátraknak és tapasztaltaknak ajánlott, hiszen előfordulhat, hogy egy hibás csomag után a rendszerben kézzel kell javításokat végezni ahhoz, hogy működőképes maradjon. Az ilyen szoftvert, vagy szoftvercsomagot szokás a "bleeding-edge" jelzővel illetni.

### Név szerinti kiadások
A kódnevek a Pixar nagy sikerű animációs filmjéből, a Toy Story-ból valók.
| Verzió (Kódnév) | Dátum                    | Megjegyzés | Leírás |
| --------------- | ------------------------ | --- | ------ |
| 0.90            | 1993. augusztus-december | (nem volt kódneve) |        |
| 0.91            | 1994. január             | (nem volt kódneve) |        |
| 0.93R5          | 1995. március            | (nem volt kódneve) |        |
| 0.93R6          | 1995. november           | (nem volt kódneve) |        |
| 1.0             | nem adták ki             | (nem volt kódneve) Az InfoMagic CD forgalmazó egy félreértés miatt a fejlesztői verziót adta ki CD-n, és nevezte el 1.0-s kiadásnak. A Debian fejlesztői és az InfoMagic az eset után közös nyilatkozatban ismerték el a hibát, és visszavonták ezt a változatot. |        |
| 1.1 (Buzz)      | 1996. június 17.         | Buzz Lightyear volt a (z)űrhajós, |        |
| 1.2 (Rex)       | 1996. december 12.       | Rex volt a tyrannosaurus, |        |
| 1.3 (Bo)        | 1997. június 5.          | Bo Peep volt a pásztorlány, |        |
| 2.0 (Hamm)      | 1998. július 24.         | Hamm volt a malac |        |
| 2.1 (Slink)     | 1999. március 9.         | Slinky Dog volt a játékkutya, |        |
| 2.2 (Potato)    | 2000. augusztus 15.      | Mr. Potato (Krumplifej Uraság), |        |
| 3.0 (Woody)     | 2002. július 19.         | Woody volt a cowboy, |        |
| 3.1 (Sarge)     | 2005. június 6.          | Sarge a műanyagkatona (eredetileg: Army Men). |        |
| 4.0 (Etch)      | 2007. április 8.         | Etch a mágneses rajztábla. |        |
| 5.0 (Lenny)     | 2009. február 14.        | Lenny a kis, lábakon járó távcső |        |
| 6.0 (Squeezy)   | 2011. február 6.         | Squeeze a zöld, háromszemű gumiűrlény a Toy Story 2.-ből |        |
| 7.0 (Wheezy)    | 2013. május 4.           | Wheezy egy piros csokornyakkendőt viselő gumipingvin a Toy Story 3.-ból |        |
| 8.0 (Jessie)    | 2015. április 25.        | Bazzoka Jane, a tehenészlány a Toy Story 2.-ből |        |
| 9.0 (Stretch)   | 2017. június 17.         | Stretch egy lila polip a Toy Story 3.-ból |        |
| 10.0 (Buster)   | 2019. július 6.          | Buster egy barna kutya a Toy Story – Játékháború 2. – ból |        |
| 11.0 (Bullseye) | 2021. augusztus 14.      | Bullseye egy szamár a Toy Story 2-ből |        |
| 12.2 (Bookworm) | 2023. október 7.         | Bookworm (kis zöld szemüveges könyvmoly) |        |
| 13.0 (Trixie)   | ?                        | Trixie |        |
| instabil (Sid)  | Rolling release          | Így hívták a szomszéd rossz gyereket, aki kínozta a játékait. A név egyúttal egy szójáték, a Still in Development – Fejlesztés alatt rövidítése. |        |

A Debian Trixie bejelentett várható megjelenése: 2025. augusztus 9, ebben már a telepítéskor használhatók a különféle érdeklődési területekre fókuszáló Tiszta Debian válogatások is.

### A Debianra épülő disztribúciók
- Ubuntu és a sok származéka: Kubuntu, Xubuntu, Fluxbuntu, Edubuntu; Linux Mint, ...
- Aptosid, egy Sid-re épülő terjesztés asztali rendszerekre, friss alkalmazásokkal
- Knoppix egy Live CD, valamint ennek sok származéka (Damn Small Linux, Kanotix, Morphix, KnoppMyth, Sulix és még több).
- Linspire és Freespire – ezek és származékaik főként kevésbé hozzáértő felhasználók számára készülnek otthoni, vagy irodai használatra.
- CrunchBang Linux, újabban Ubuntu helyett Debian alapokra épülő "pehelysúlyú" disztribúció, alapértelmezetten Openbox környezettel; a tapasztaltabb felhasználók számára. Fejlesztését befejezték.
- Bunsenlabs Linux a korábbi Crunchbang Linux továbbfejlesztése közösségi alapon, szintén Openbox ablakkezelővel.
- LMDE: Linux Mint Debian Edition. Az elsődlegesen Ubuntura épülő Linux Mint disztribúció fejlesztői újabban egy közvetlenül Debian-alapú rendszert is fejlesztenek.
- MEPIS – egy Live CD kezdőknek, ami telepíthető is.
- Elive – Enlightenment ablakkezelőre épülő disztribúció.
- Raspbian – Raspberry Pi-re optimalizált kiadás.
- SparkyLinux – lengyel fejlesztés, (rolling release)

És számos, azóta eltűnt terjesztés, mint például a Storm Linux.

## Debian GNU/Hurd
Folyamatban van a Debian fejlesztése más kernelekre is, elsősorban a GNU Hurdra. A Hurd szerverprogramok gyűjteménye, amelyek egy mikrokernel (mint például a Mach) felett futnak, és különböző funkciókat implementálnak. A Hurd szabad szoftver, és a GNU projekt eredménye. Innen ered a Debian GNU/Hurd elnevezés.

## Debian GNU/kFreeBSD
Az első nem Linux-alapú – FreeBSD kernelre épülő – port a Debian 6.0 "Squeeze" verzióban debütált technológiai újdonságként.

## Nem támogatott Debian változatok
- Debian GNU/Darwin: Egy csoport tervezte a kiadását is, mely a Mac OS X Darwin nevű kernelére épült volna, de a projekt tagjai jelenleg leállították/szüneteltetik tevékenységüket. Mivel a Darwin kernel BSD licenc alatt érhető el, a Debian Projekt nem támogatja.
- Nexenta: Egy, az Ubuntu -ra (így közvetetten a Debianra) épülő komplett operációs rendszer, amely az openSolaris kernelt, GNU eszközkészletet, X11-et, asztali programokat szállít.